# Cristino García Granda
Cristino García Granda (Gozón, Astúries, 3 de juny de 1914 - Madrid, 21 de febrer de 1946) fou un militant comunista, sindicalista i guerriller antifranquista i membre de la Resistència Francesa durant la Segona Guerra Mundial.
Nasqué a Ferrero, una pedania asturiana del conceyu de Gozón, però més tard va residir al de Castrillón.
El 1936 treballava com fogoner en el vaixell Luis Adaro, trobant-se a Sevilla en el moment de la revolta militar que inicia la Guerra Civil. La tripulació del vaixell es va amotinar, es va fer amb el comandament i va dirigir el seu rumb cap a Gijón a zona republicana. Durant la guerra civil va participar activament en diferents combats aconseguit pels seus mèrits el grau de tinent del XIV Cos d'Exèrcit Guerriller. El 1939, en acabar la guerra, es va exiliar a França on va ser internat en un camp de concentració. Durant la Segona Guerra Mundial participaria en la Resistència francesa al capdavant de la Divisió 158 de l'Agrupació de Guerrillers Espanyols, amb el grau de tinent coronel. Dins dels seus diferents actes en època de guerra es poden destacar l'alliberament de presos polítics a Nimes, la presa de Foix, la Batalla de la Madeleine així com diferents emboscades a les tropes alemanyes, sabotatges i destrucció de camps minats. Durant les seves incursions es va fer amb canons i blindats i un total de 1.200 presoners alemanys. Les seves proeses són de tal grau que França li concedí el grau d'Heroi Nacional de França.
El 1944 s'integra dins dels guerrillers o maquis espanyols creuant el Pirineus. En la primavera de 1945, a partir de la detenció i afusellament a Madrid de José Vitini i els seus companys dels caçadors de la ciutat, es dirigeix a la capital a crear i organitzar el Centre General de Resistència i l'Agrupació Guerrillera de la Zona Centre. Després de diversos enfrontaments i cops contra interessos franquistes, el 18 d'octubre de 1945 va ser capturat per la policia franquista.
El 22 de gener de 1946 durant el judici es defineix com a patriota antifeixista amb les següents paraules: «Sé molt bé el que m'espera, però declaro amb orgull que cent vides que tingués les posaria al servei de la causa del meu poble i de la meva pàtria.[] El fiscal ens diu bandolers. No ho som. Bandolers són els qui ens acusen, els qui martiritzen i maten de gana al poble. Nosaltres som l'avantguarda de la lluita del poble per la llibertat. Aquest judici és una farsa en la qual se'ns acusa de delictes que no hem comès. Però teniu pressa per desfer-vos de nosaltres. No voleu que el món vegi els nostres cossos martiritzats. Voleu embrutar amb aquest judici el gloriós moviment guerriller»
El 9 de febrer de 1946 fou condemnat a mort, al costat de nou dels seus companys, després d'un consell de guerra sumaríssim. Aquest fet va generar una gran revolada política a diferents països, sobretot a França, el Govern dels quals va interpel·lar davant l'ONU pel seu alliberament. En la matinada del 21 de febrer de 1946 es complí la sentència i fou afusellat a les tàpies del cementiri municipal de Carabanchel Bajo, on va ser enterrat.
La més destacada va ser la declaració subscrita per unanimitat per l'Assemblea Nacional Constituent, on s'afirma que els guerrillers van ser afusellats per l'odi a la llibertat que havien defensat a França, i es convida al Govern a trencar amb el règim de Franco: "L'Assemblea tradueix la protesta de la consciència francesa davant aquesta nova aplicació de mètodes de repressió condemnats pel món civilitzat". (Aquest últim paràgraf va ser publicat pel diari Público el 24/06/2011 i escrit pel periodista i escriptor Félix Población en la secció Dominio público).

## Honors
En 2005 el llavors màxim responsable del Ministeri de Treball i Afers Socials Jesús Caldera, inaugura a la comuna francesa de Saint-Denis (Sena Saint-Denis) un centre social per a immigrants que porta el seu nom.
Al setembre d'aquell any en la localitat francesa de La Madeleine se li va col·locar una làpida en honor seu que porta escrit: "Honneur a Cristino García, chef de maquis". 
El 25 d'octubre de 1946 a França, l'Estat Major de la IX Regió Militar li concedeix a títol pòstum la Creu de Guerra amb estel de plata per: "Resistent des de la primera hora, dotat d'un alt esperit d'organització i de combat. Se li concedeix a aquest cap d'elit l'atribució de la Creu de Guerra amb estel de plata".
A Saint-Denis (Sena Saint-Denis) té un carrer amb el seu nom. Amb motiu del 50è aniversari de la seva mort, el 21 de febrer de 1996, el Ple de l'Ajuntament d'Alcalá de Henares li va posar el seu nom a un carrer de la ciutat.